# Sabine (épouse d'Hadrien)
Sabine, née sous le nom de Vibia Sabina, est l'épouse de l'empereur Hadrien et impératrice de 117 à 136/137.

## Biographie

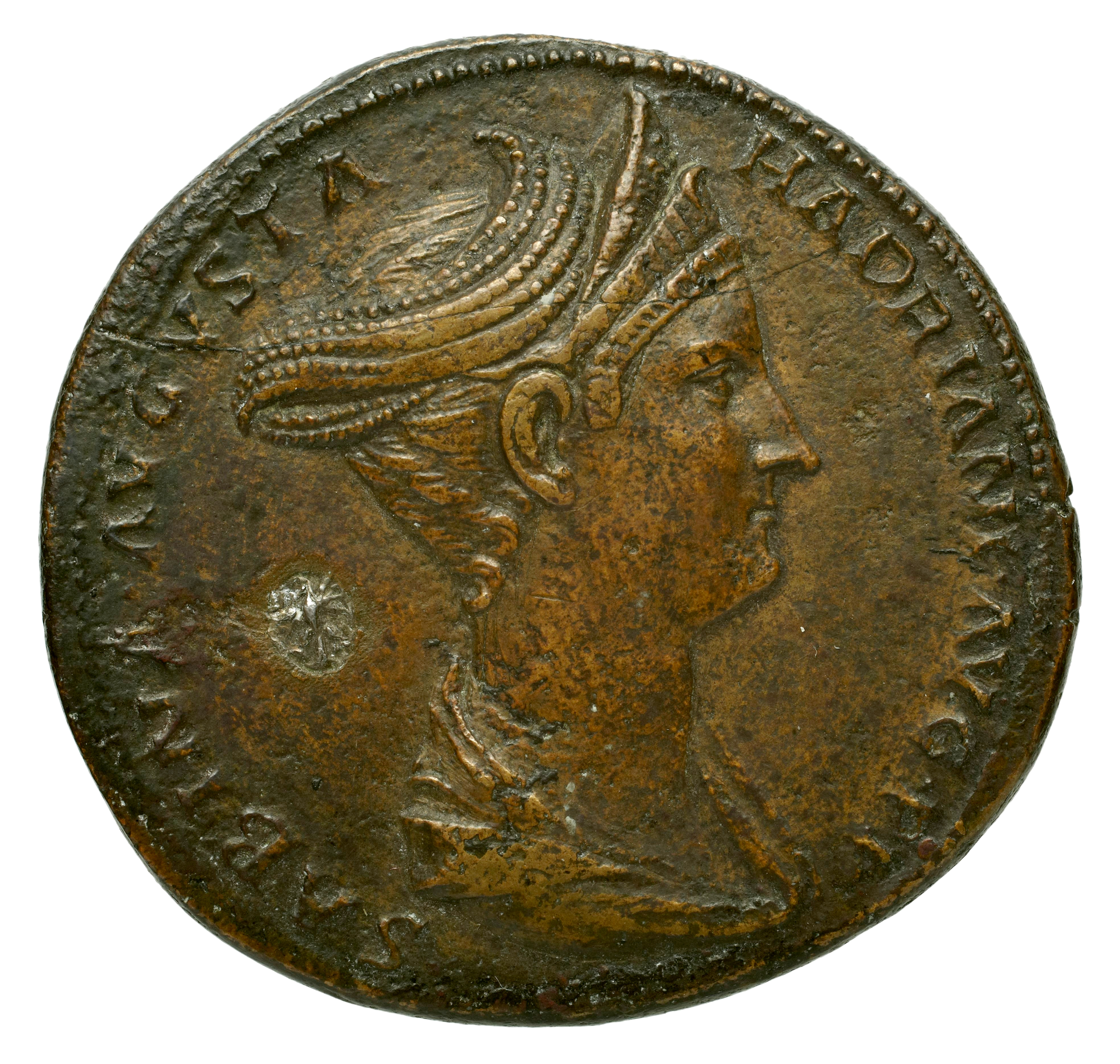
Sabine sur un sesterce du règne d'Hadrien, vers 136. Département des Monnaies, médailles et antiques de la Bibliothèque nationale de France.

Elle naît en 83 ou vers 85/87, de Salonina Matidia, la nièce de l'empereur Trajan, et de Lucius Vibius Sabinus, un consulaire.
Ce dernier décède peu de temps après sa naissance, en 84 ou 87. Sabine avec sa grand-mère, sa mère, sa sœur Matidia et ses demi-sœurs vivent et sont alors éduquées dans la maison familiale de Trajan et de son épouse, Plotine. Depuis qu’il a dix ans, Hadrien a été placé sous la tutelle de Trajan et de Publius Acilius Attianus.
Peu de temps après l'accession au trône de Trajan, en l'an 100, à la demande de l'impératrice Plotine, elle épouse Hadrien, faisant de lui le plus proche parent mâle de Trajan, et donc le candidat idéal à la succession.
En 117, Hadrien succède à Trajan à la tête de l'Empire romain.
Le préfet du prétoire Caius Septicius Clarus et son protégé et ami, l'historien Suétone, alors à la tête de la chancellerie impériale, sont démis de leurs postes, si l'on en croit l’Histoire Auguste, pour un manquement à l'étiquette de la cour vis-à-vis de l'impératrice. La formulation utilisée dans l’Histoire Auguste laisse les historiens perplexes, et il est possible que cela fasse suite à des intrigues à la cour impériale.
Le couple n'a pas d'enfant et le mariage est malheureux. Alors qu'elle accompagne son mari dans ses très fréquentes tournées en province, Hadrien lui porte peu d'attention et montre même ouvertement plus d'intérêt pour d'autres femmes mariées et des jeunes hommes comme Antinoüs. Le mariage reste sans enfant. En 128, elle reçoit le titre d'Augusta.
Elle meurt avant son mari, fin 136 ou début 137, de causes inconnues. Hadrien est soupçonné, sans aucune preuve, de l'avoir fait empoisonner. Son urne funéraire est déposée au mausolée d'Hadrien. L'élégie de pierre tombale d'Hadrien pour sa femme « représente l'apothéose, ou l'ascension divine de Sabine, conformément à sa déification posthume sur l'ordre d'Hadrien ».

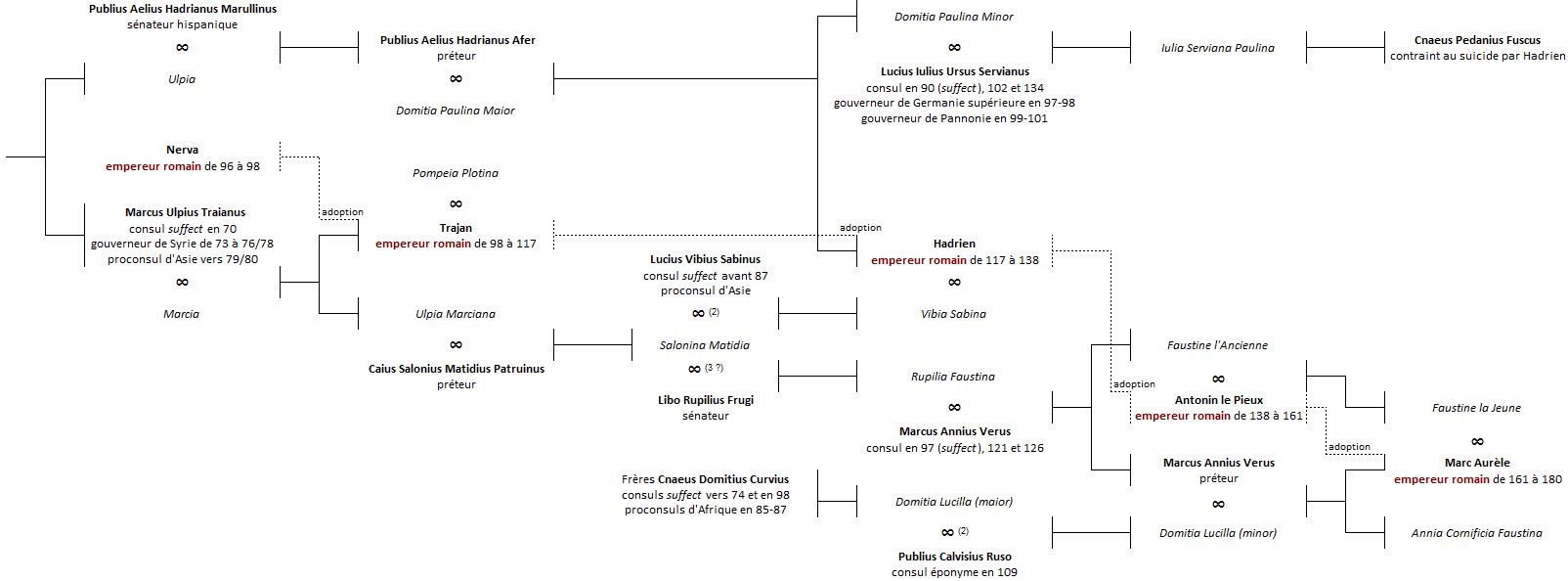
La famille de Trajan. Arbre non exhaustif.

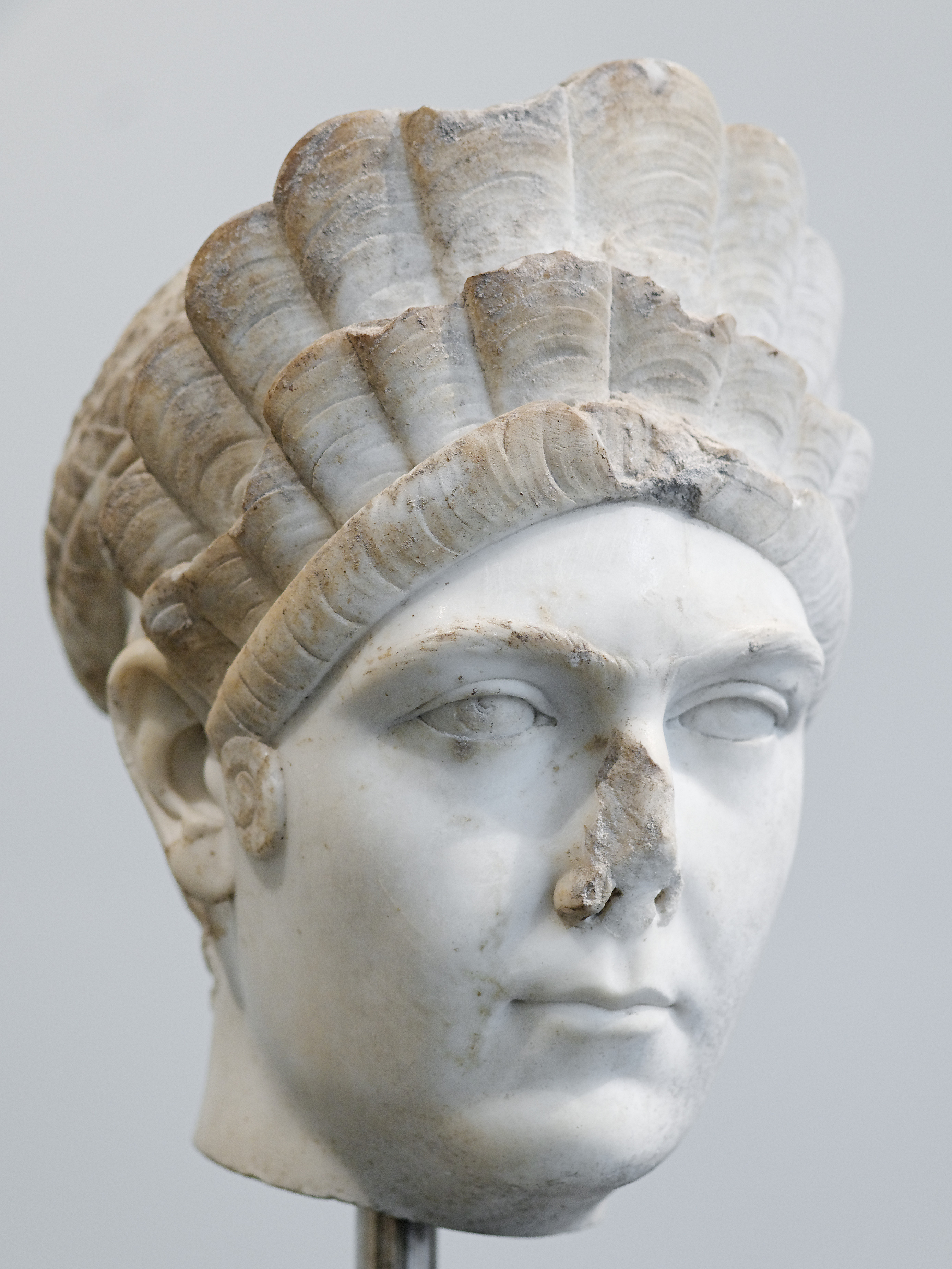
Ulpia Marciana, sa grand-mère
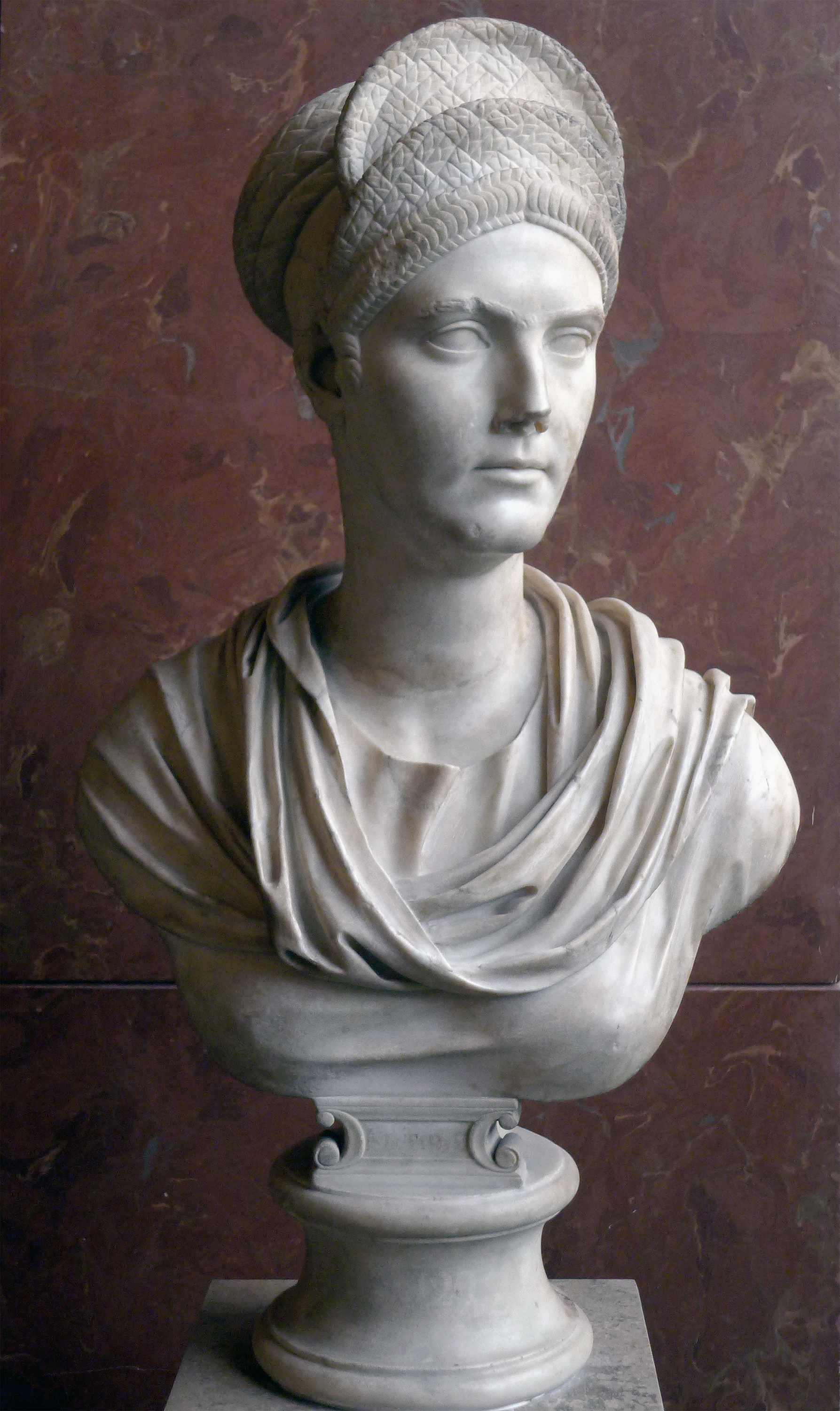
Buste de Salonina Matidia, sa mère.
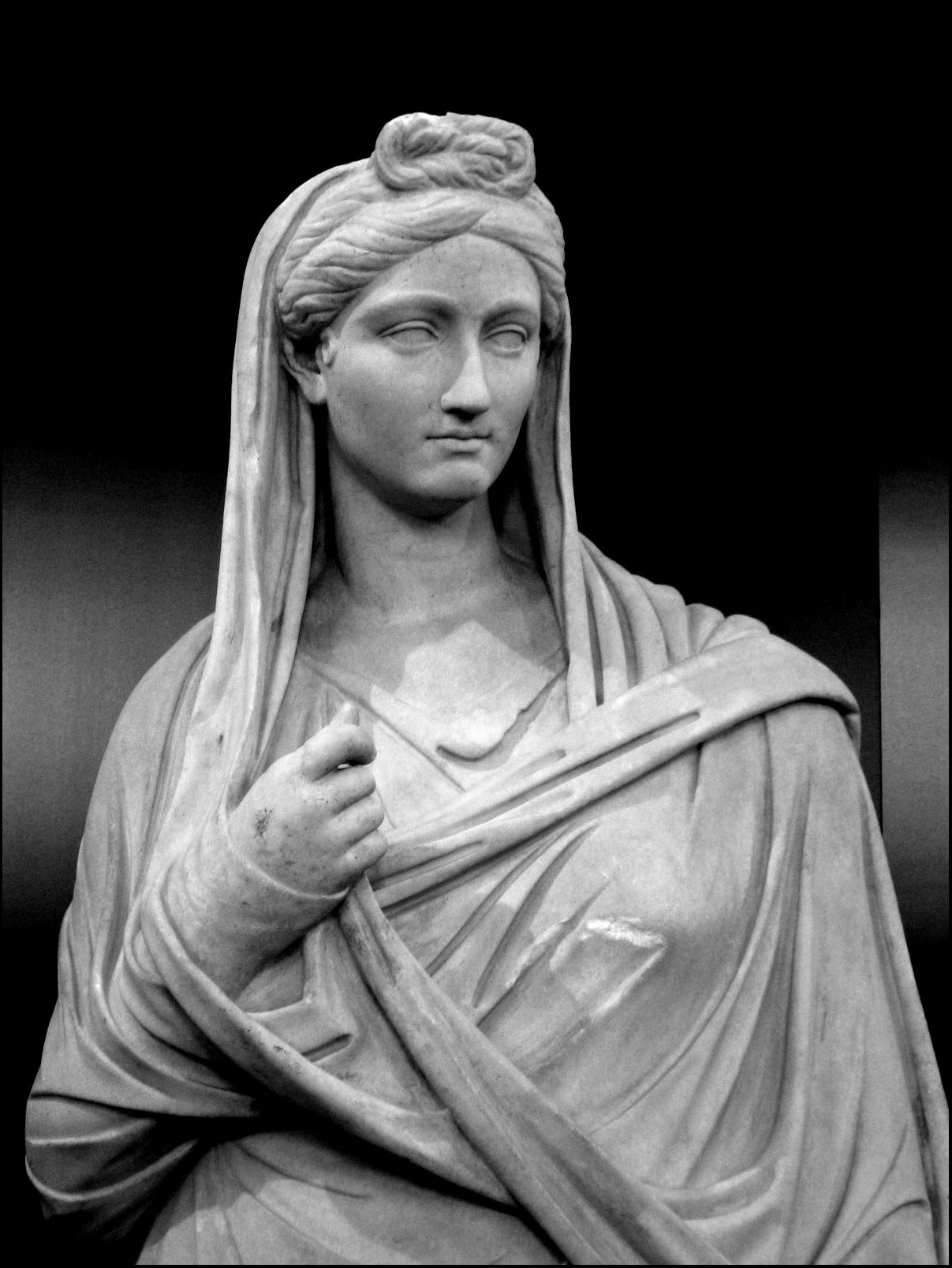
Statue de Sabine à la villa d'Hadrien.
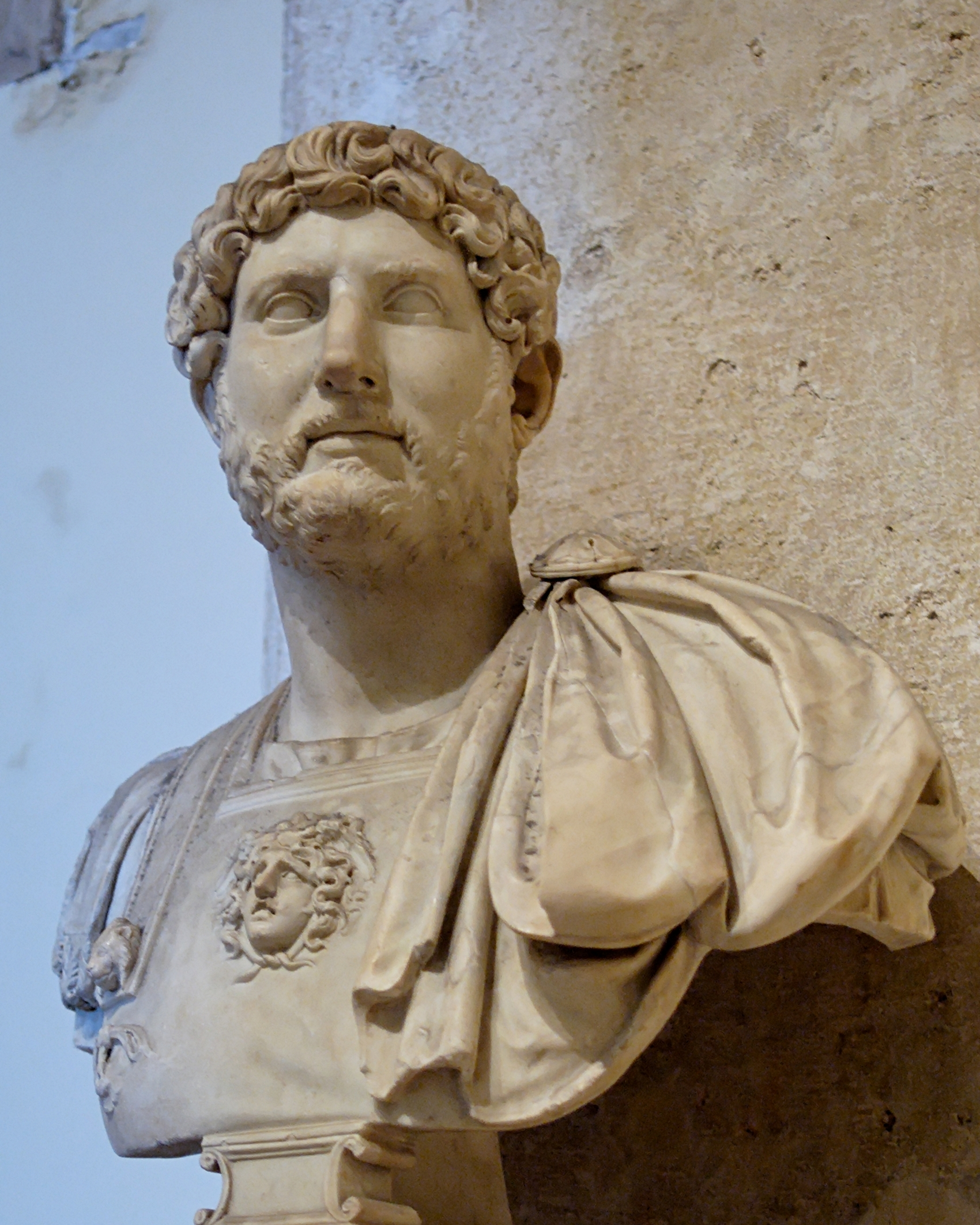
Buste d'Hadrien, son époux.
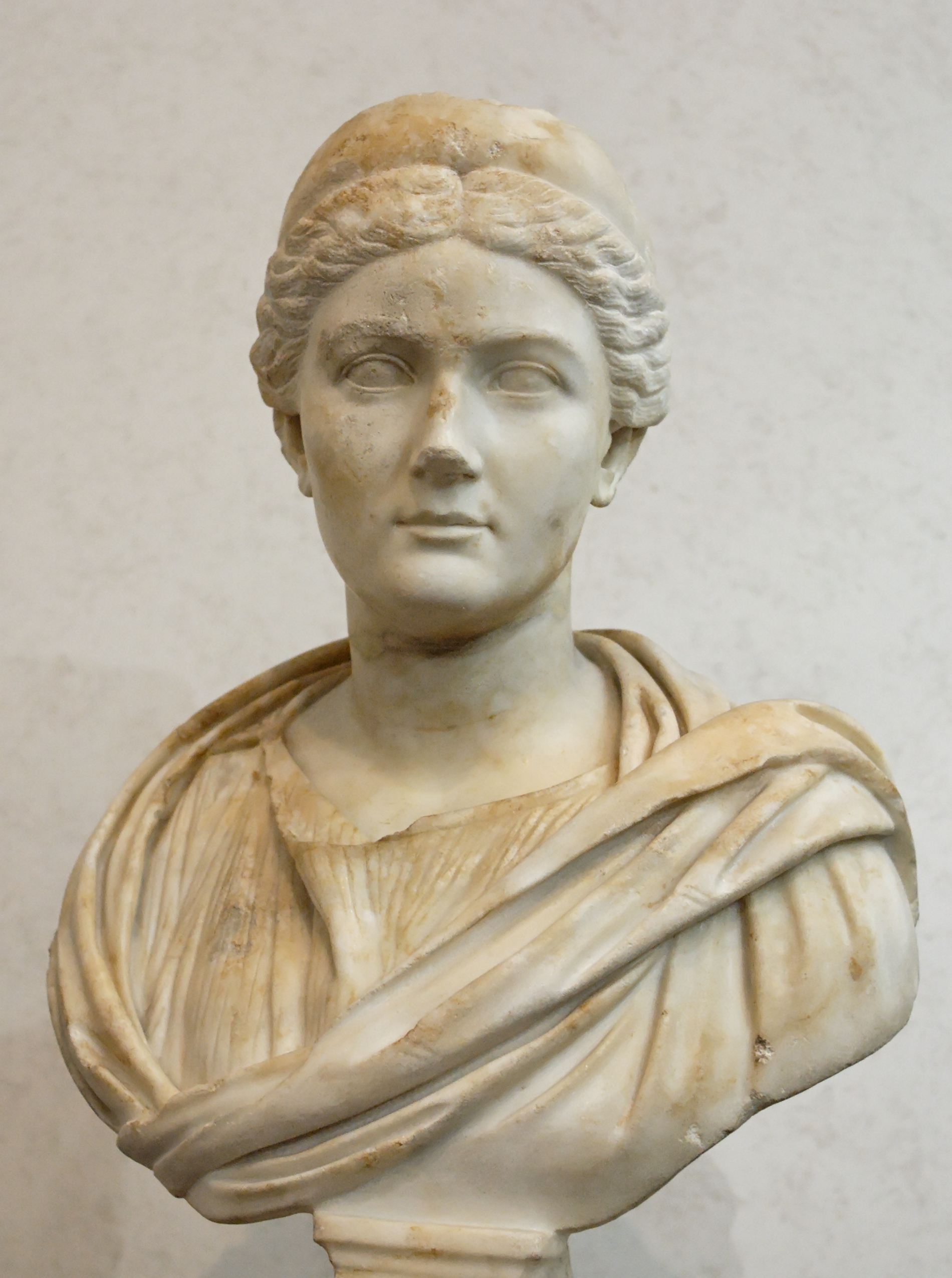
Portrait de Sabine, provenant de la via Appia.
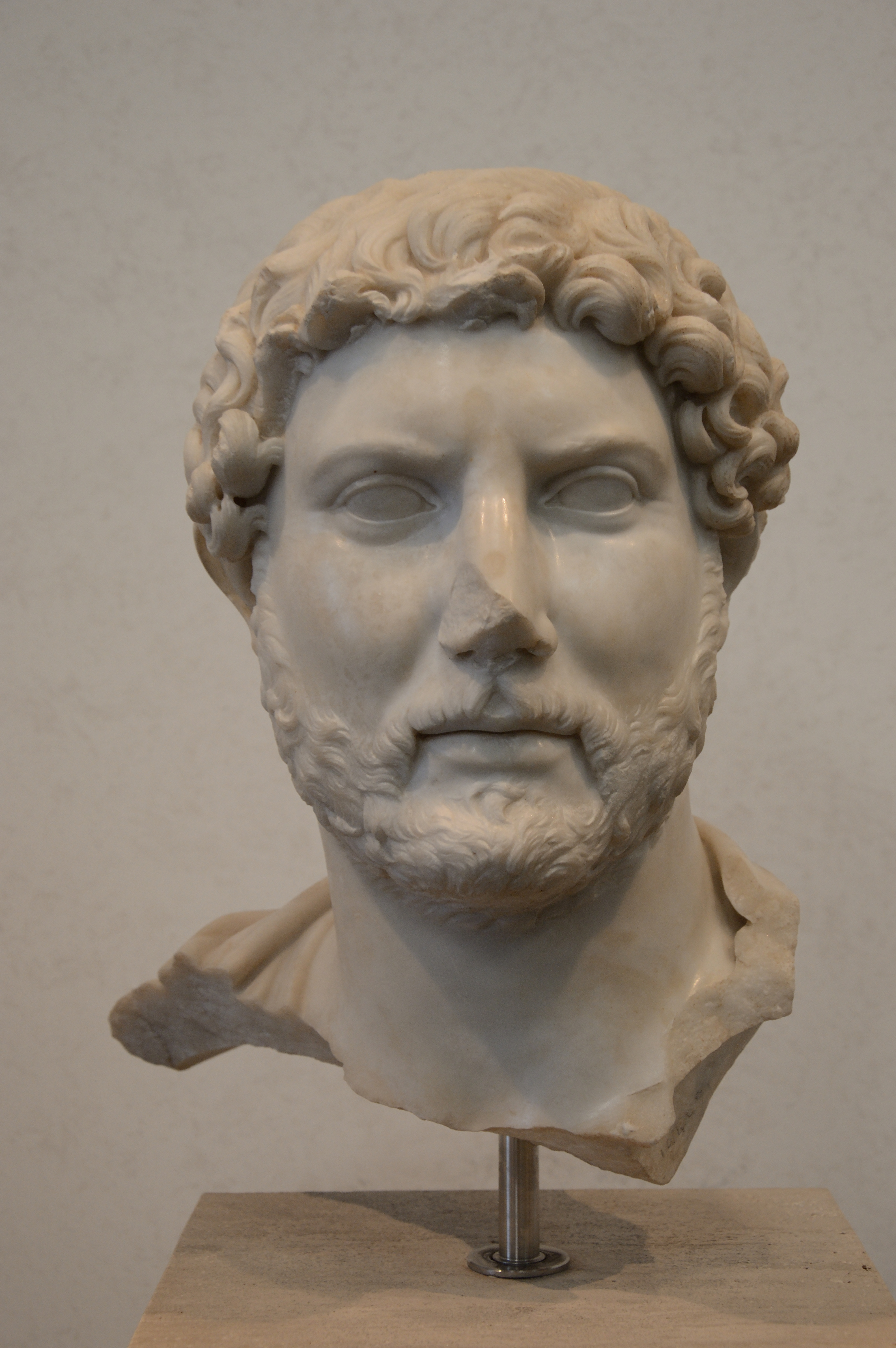
Tête d'Hadrien.